# Mersin Büyükşehir Belediyesi S.K.
El Mersin BB, también conocido como Mersin Büyükşehir Belediyesi S.K. es un equipo de baloncesto turco que compite en la Türkiye 1, la primera división del país. Tiene su sede en la ciudad de Mersin, en la provincia de Mersin. Disputa sus partidos en el Edip Buran Spor Salonu, con capacidad para 2700 espectadores.

## Historia
El club se fundó en 1993, y compitió en las categorías inferiores turcas hasta que en 2005 consiguió el título de la TB2L, ascendiendo a la máxima categoría. En 2010 fue finalista de la Copa de Turquía, cayendo ante el Fenerbahçe Ülker. GR444

## Posiciones en liga
- 2005 (1-TB2L)
- 2006 (14-TBL)
- 2007 (9)
- 2008 (9)
- 2009 (7)
- 2010 (12)
- 2011 (12)
- 2012 (10)
- 2013 (12)

### Plantilla 2013-2014
| N.º | Nombre              | Nacionalidad                                   | Puesto        |
| --- | ------------------- | ---------------------------------------------- | ------------- |
| 7   | Ali Karadeniz       | Bandera de Estados Unidos · Bandera de Turquía | Pívot         |
| --  | Nusret Yıldırım     | Bandera de Turquía                             | Ala-Pívot     |
| --  | Predrag Samardžiski | Bandera de Macedonia del Norte                 | Pívot         |
| --  | Antwain Barbour     | Bandera de Estados Unidos · Bandera de Líbano  | Escolta-Alero |

## Palmarés
- TB2L
  - Campeón (1): 2005
- Copa de Turquía
  - Finalista (1): 2010

## Jugadores Célebres
- Harun Erdenay
- Nedim Yücel
- Reha Öz
- Umut Tınay
- Ümit Sonkol
- Kimani Ffriend
- Alex Scales
- - Bo McCalebb
- Chris Lofton
- Dominic James
- Eddy Fobbs
- Jerry Johnson